# ラツェ県
ラツェ県（ラツェけん、チベット語：ལྷ་རྩེ་རྫོང་།、ワイリー転写：lha rtse rdzong、中国語：拉孜县）は中華人民共和国チベット自治区シガツェ市の県の一つ。県名はチベット語で「神の頂」の意。県政府所在地は曲下鎮。

## 歴史
吐蕃王朝の成立前後、ラツェ一帯は複数の部族が分立して支配していた。サキャ派政権（13〜14世紀）時代には、この地に千戸制・百戸制が敷かれた。その後のパクモドゥパ政権、ツァンパ政権時代、およびガンデンポタン政府なども、この地を、拉孜宗（ラツェ・ゾン）、彭措林宗（プンツォリン・ゾン）および柳・西嘎・扎西崗・若作の4つの荘園（シーカ。中国語では、渓卡・谿卡など。村落の一種としての意味もあり）として統治していた。また、1713年から、ラツェはタシルンポ寺のラサン（喇章）の管理下に置かれた。
1959年、中華人民共和国チベット地方はかつてのラツェ・ゾン、プンツォリン・ゾンおよび柳・西嘎・扎西崗・若作の4つの荘園（シーカ）を統合して、ラツェ県（拉孜县）が設置されシガツェ地区に所属した。同年12月、ラツェ県人民政府が正式に発足し、ラツェ雪（現在のラツェ鎮）に政府が置かれたが、1968年7月には曲下区（現在の曲下鎮）に移転した。
2014年7月、シガツェ地区が地級市のシガツェ市に昇格。ラツェ県はその後もシガツェ市に属している。

## 行政区画
2鎮、9郷を管轄：
- 鎮：曲下鎮、ラツェ鎮（拉孜鎮）

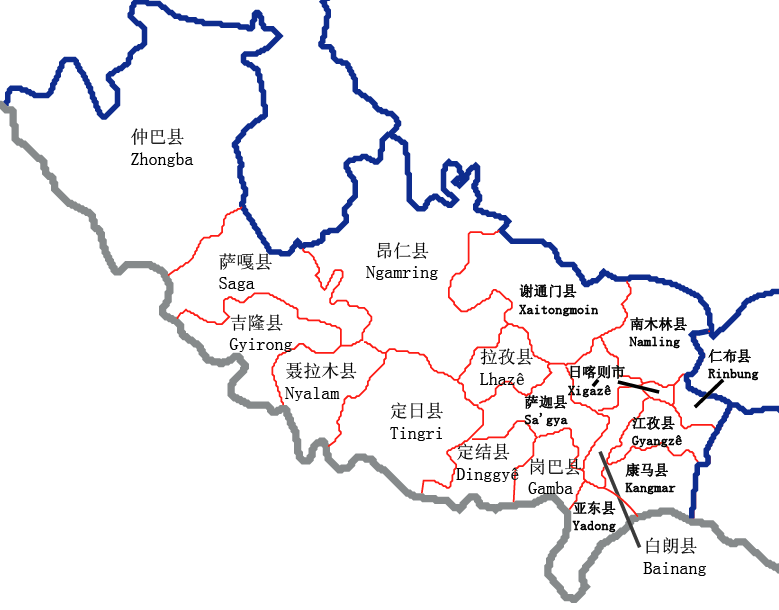
シガツェ地区の行政区画

- 郷：扎西宗郷、曲瑪郷、プンツォリン郷（彭措林郷）、扎西崗郷、柳郷、熱薩郷、錫欽郷、芒普郷、査務郷

## 観光
- 芒普旅游区
- 拉孜木扎山石窟
- 錫欽温泉
- 查木欽古墓群

## 交通

### 道路
- 国道
  - G219国道
  - G318国道